# Euclystis isoa
Euclystis isoa là một loài bướm đêm trong họ Erebidae.